# Тэнъё
Тэнъё (яп. 天養 тэнъё:) — девиз правления (нэнго) японского императора Коноэ, использовавшийся с 1144 по 1145 год .

## Продолжительность
Начало и конец эры:
- 23-й день 2-й луны 3-го года Кодзи (по юлианскому календарю — 28 марта 1144); причиной объявления нового девиза правления стало начало нового 60-летнего цикла китайского календаря;
- 22-й день 7-й луны 2-го года Тэнъё (по юлианскому календарю — 12 августа 1145).

## Происхождение
Название нэнго было заимствовано из 60-го цзюаня классического древнекитайского сочинения Хоу Ханьшу:「此天之意也、人之慶也、仁之本也、倹之要也、焉有応天養人、為仁為倹、而不降福者乎」.

## События
- 1144 год (7-я луна 1-го года Тэнъё) — в небе была замечена комета[5];
- 1145 год (8-я луна 1-го года Тэнъ) — скончалась императрица Тайкэн-мон, мать дайдзё тэнно Сутоку[5];
- 1145 год (1-й год Тэнъё) — император посетил святыни Ивасимидзу и Камо[5].

## Сравнительная таблица
Ниже представлена таблица соответствия японского традиционного и европейского летосчисления. В скобках к номеру года японской эры указано название соответствующего года из 60-летнего цикла китайской системы гань-чжи. Японские месяцы традиционно названы лунами.
| 1-й год (Деревянная Крыса) | 1-я луна*      | 2-я луна   | 3-я луна | 4-я луна* | 5-я луна  | 6-я луна* | 7-я луна  | 8-я луна*  | 9-я луна*   | 10-я луна  | 11-я луна*             | 12-я луна  |                |
| -------------------------- | -------------- | ---------- | -------- | --------- | --------- | --------- | --------- | ---------- | ----------- | ---------- | ---------------------- | ---------- | -------------- |
| Юлианский календарь        | 6 февраля 1144 | 6 марта    | 5 апреля | 5 мая     | 3 июня    | 3 июля    | 1 августа | 31 августа | 29 сентября | 28 октября | 27 ноября              | 26 декабря |                |
| 2-й год (Деревянный Бык)   | 1-я луна       | 2-я луна*  | 3-я луна | 4-я луна  | 5-я луна* | 6-я луна  | 7-я луна* | 8-я луна   | 9-я луна*   | 10-я луна* | 10-я луна (високосная) | 11-я луна* | 12-я луна      |
| Юлианский календарь        | 25 января 1145 | 24 февраля | 25 марта | 24 апреля | 24 мая    | 22 июня   | 22 июля   | 20 августа | 19 сентября | 18 октября | 16 ноября              | 16 декабря | 14 января 1146 |

* звёздочкой отмечены короткие месяцы (луны) продолжительностью 29 дней. Остальные месяцы длятся 30 дней.